# Jaskinia Mitchelstown
Jaskinia Mitchelstown (ang. Mitchelstown Cave) – jaskinia krasowa w południowej Irlandii, na południowy wschód od Luimneach.
W jaskini występuje rozległy system korytarzy oraz komór. Jaskinia Mitchelstown jest bogata w szatę naciekową. Jaskinia jest udostępniona dla ruchu turystycznego.